# Colonia Cerro Blanco
Colonia Cerro Blanco är en ort i Mexiko.   Den ligger i kommunen Buenaventura och delstaten Chihuahua, i den nordvästra delen av landet, 1 500 km nordväst om huvudstaden Mexico City. Colonia Cerro Blanco ligger 1 310 meter över havet och antalet invånare är 133.
Terrängen runt Colonia Cerro Blanco är platt, och sluttar brant österut. Runt Colonia Cerro Blanco är det ganska glesbefolkat, med 23 invånare per kvadratkilometer. Det finns inga andra samhällen i närheten. Omgivningarna runt Colonia Cerro Blanco är i huvudsak ett öppet busklandskap.